# 纳米技术 (期刊)
纳米技术（英語：Nanotechnology），是一份由英国物理学会出版社出版的学术期刊，实行同行评审，並在每周出刊。该刊涵盖纳米技术的所有领域。根据2015年汤森路透的期刊引证报告，2014年《纳米技术》的影响因子为3.821。